# Operação Barter
As operações Barter (do inglês barter significa "troca"), em agronegócio é o pagamento pelo insumo através da entrega do grão na pós-colheita, sem a intermediação monetária, este é um mecanismo de financiamento de safra. Consiste na troca de insumos, como fertilizantes, sementes, defensivos, entre outros, por produtos agropecuários, como soja, milho, algodão, café, açúcar e demais após a colheita.
O serviço de barter é oferecido no Brasil por grandes companhias, como a CHS, FMC, Bayer, Pioneer, Monsanto, Syngenta, Cargill, Archer Daniels Midland, Adama e Bunge, em troca dos grãos que serão colhidos mais tarde. 

## Diferença de escambo
O barter não se trata de uma simples negociação de troca ou escambo, como as práticas tradicionais de mercado, uma vez que no barter são as operações que têm a liquidação financeira diretamente pela parte interessada nos produtos agropecuários (offtaker – cooperativas, traders, indústrias processadoras de alimentos, etc.) e que esteja com seu preço fixado, ou preço mínimo. 

## Exemplos práticos
Em 2013, a BASF estimou que as operações de barter com as culturas de soja, milho, algodão, café e cana-de-açúcar (açúcar e etanol) responderiam por 40% de seu faturamento nos próximos dois anos.
Em julho de 2009, a Dow AgroSciences lançou, no Brasil, as operações de barter para boi, chamadas de beeftrade, em que os preços dos produtos da empresa são negociados com base na cotação da arroba do boi gordo.